# Miconia irwinii
Miconia irwinii är en tvåhjärtbladig växtart som beskrevs av John Julius Wurdack. Miconia irwinii ingår i släktet Miconia och familjen Melastomataceae. Inga underarter finns listade i Catalogue of Life.